# Viscum schaeferi
Viscum schaeferi är en sandelträdsväxtart som beskrevs av Engl. & K. Krause. Viscum schaeferi ingår i släktet mistlar, och familjen sandelträdsväxter. Inga underarter finns listade i Catalogue of Life.